# Тилиці (Вармінсько-Мазурське воєводство)
Тилиці (пол. Tylice, нім. Tillitz) — село в Польщі, у гміні Нове-Място-Любавське Новомейського повіту Вармінсько-Мазурського воєводства.
Населення — 623 особи (2011).
У 1975-1998 роках село належало до Торунського воєводства.

## Демографія
Демографічна структура станом на 31 березня 2011 року:
|          | Загалом | Допрацездатний вік | Працездатний вік | Постпрацездатний вік |
| -------- | ------- | ------------------ | ---------------- | -------------------- |
| Чоловіки | 318     | 79                 | 216              | 23                   |
| Жінки    | 305     | 84                 | 170              | 51                   |
| Разом    | 623     | 163                | 386              | 74                   |